# Ixora trilocularis
Ixora trilocularis là một loài thực vật có hoa trong họ Thiến thảo. Loài này được (Balf.f.) Mouly & B.Bremer mô tả khoa học đầu tiên năm 2009.